# Hemsjön (Gideå socken, Ångermanland)
Hemsjön är en sjö i Örnsköldsviks kommun i Ångermanland och ingår i Gideälvens huvudavrinningsområde. Sjön är 36 meter djup, har en yta på 0,889 kvadratkilometer och är belägen 214,1 meter över havet. Sjön avvattnas av vattendraget Hemsjöbäcken.

## Delavrinningsområde
Hemsjön ingår i det delavrinningsområde (705200-164377) som SMHI kallar för Utloppet av Hemsjön. Medelhöjden är 241 meter över havet och ytan är 4,59 kvadratkilometer. Räknas de 5 avrinningsområdena uppströms in blir den ackumulerade arean 6,49 kvadratkilometer. Hemsjöbäcken som avvattnar avrinningsområdet har biflödesordning 2, vilket innebär att vattnet flödar genom totalt 2 vattendrag innan det når havet efter 43 kilometer. Avrinningsområdet består mestadels av skog (76 procent). Avrinningsområdet har 0,89 kvadratkilometer vattenytor vilket ger det en sjöprocent på 19,4 procent.